# Brauerei G.A. Bruch

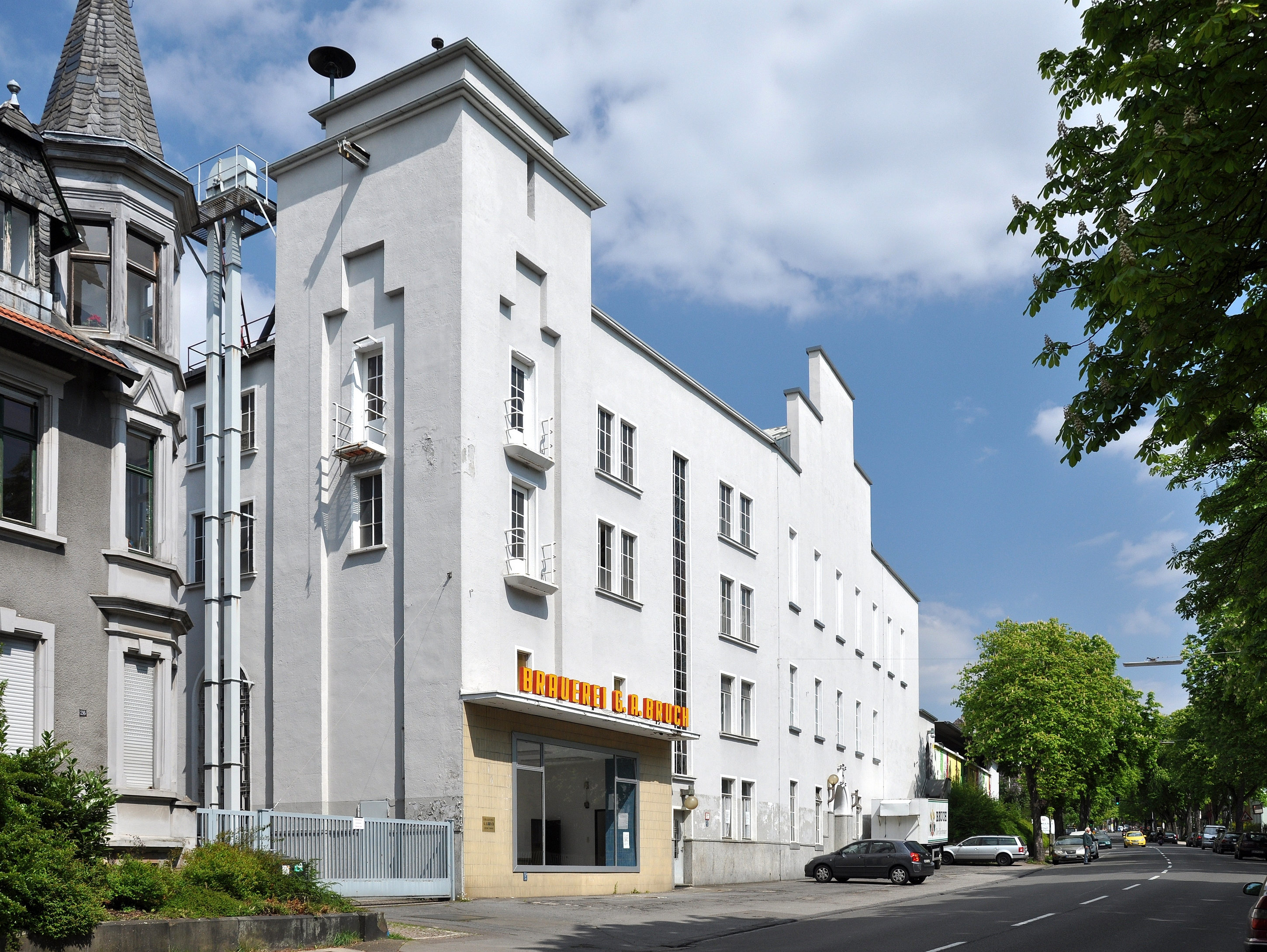
Ehemaliger Standort der Brauerei Bruch in der Scheidter Straße in Saarbrücken

Die Brauerei Bruch GmbH (ehemals Brauerei G. A. Bruch) ist eine Brauerei in Neunkirchen (Saar). Die Brauerei wurde im Jahr 1702 von Johann Daniel Bruch in Saarbrücken gegründet und befand sich bis in neunter Generation im alleinigen Besitz der Familie Bruch. Nach Neufirmierung als Privatbrauerei Saar GmbH ist das Stammhaus der Brauerei zum 1. August 2024 von Saarbrücken nach Neunkirchen umgezogen. Die Brauerei war bis zu ihrem Umzug das älteste Unternehmen in der Landeshauptstadt Saarbrücken und ist – nach der Dillinger Hütte – das zweitälteste Unternehmen des Saarlandes.

## Geschichte
Die Brauerei wurde im Jahre 1702 von Johannes Daniel Bruch als Gasthausbrauerei gegründet und ist damit die älteste Brauerei des Saarlandes und der Region. Der ursprüngliche Firmensitz befand sich bis 1850 in der Gaststätte „Zum Stiefel“ am St. Johanner Markt in der Altstadt von Saarbrücken. Bis 2021 wurde diese als Braugasthof von der Brauerei bewirtschaftet. 1899 errichtete der Urgroßvater des heutigen Besitzers Thomas Bruch die neue Bruch Brauerei in der Scheidter Straße 24–42 in Saarbrücken. Am 18. April 1900 wurde das Unternehmen in das Handelsregister beim Amtsgericht Saarbrücken eingetragen. Durch die damals neueste Technik konnte man nun eine höhere Qualität des Bieres und einen immer vorhandenen Bierbestand garantieren. Heute hat die Brauerei mit ihren rund 20 Mitarbeitern einen Jahresausstoß von etwa 30.000 Hektolitern.
Am 27. Juni 2018 wurde bekannt, dass die Brauerei aufgrund einer fällig gewordenen Steuernachzahlung im sechsstelligen Bereich Insolvenz in Eigenverwaltung angemeldet hat. Der Geschäftsführer Thomas Bruch war zuversichtlich, das Verfahren bis Ende des Jahres abzuschließen. Es wurden weder Jobs gestrichen noch Löhne gekürzt. 2018 sank der Jahresausstoß auf 20.000 Hektoliter, die Brauerei beschäftigte noch 18 Mitarbeiter. In Folge der COVID-19-Pandemie und den damit verbundenen Umsatzrückgängen, wurde die vorgesehene Planinsolvenz aufgegeben und das Unternehmen in das reguläre Insolvenzverfahren überführt. Im Rahmen der Insolvenz wurden 2021 die Immobilien von Thomas Bruch am St. Johanner Markt in Saarbrücken und das Firmengelände der Brauerei in der Scheidter Straße verkauft. Gleichzeitig übernahm Lukas Bruch in 9. Generation die Brauerei von seinem Vater Thomas Bruch.
Am 27. Dezember 2022 teilt die Brauerei Bruch GmbH mit, dass in Saarbrücken eine neue Produktionsstätte gesucht wird. Dies mache die vorübergehende Verlagerung der Produktion nach Kirn erforderlich. Das Bruch-Bier wird zukünftig bei der Kirner Privatbrauerei gebraut. Der Hofverkauf für Privatkunden wurde Anfang Juli 2024 eingestellt, Ende Juli 2024 musste das Stammhaus in der Scheidter Straße verlassen werden.
Im Juli 2024 wurde zudem bekannt, dass am 15. Juli 2024 ein neues Insolvenzverfahren beantragt wurde. Nach Neufirmierung als Privatbrauerei Saar GmbH ist das Stammhaus der Brauerei zum 1. August 2024 von Saarbrücken nach Neunkirchen  umgezogen. Neuer geschäftsführender Gesellschafter wurde Jonas Kirch.

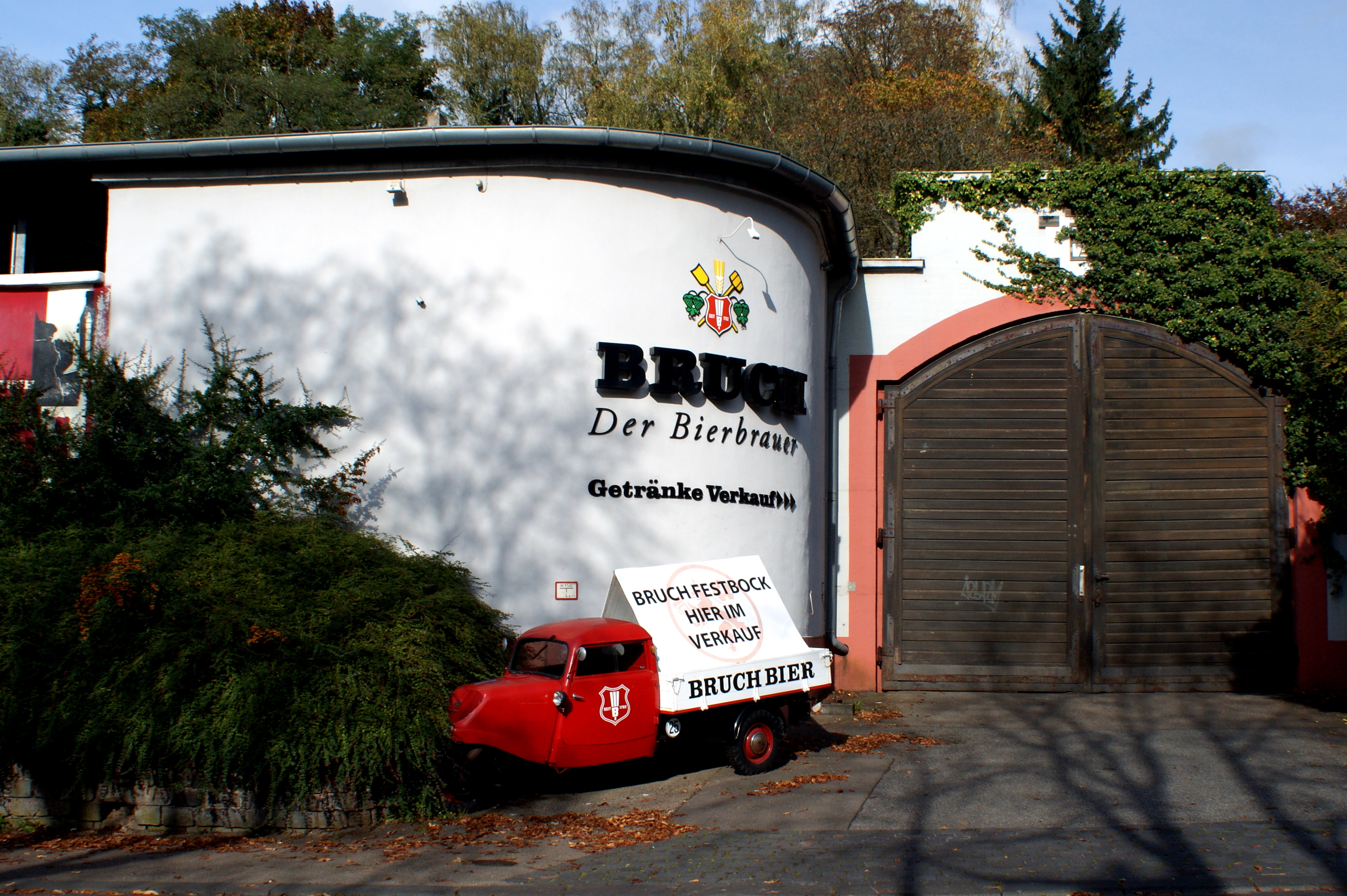
Haupteingang am ehemaligen Standort der Brauerei Bruch in Saarbrücken

## Biersorten
Neben dem Bruch No.1, einem klassischen Pils, produziert die Brauerei diverse Biersorten, wie Bruch Zwickel (naturtrübes Kellerbier), Bruch Weizen (naturtrübes Weißbier), SaarGold (ein Helles) und Landbier 1702 (ein dunkles Vollbier/Dunkelbier). Als Mischgetränke und alkoholfreie Sorten sind Saar Radler (ein Radler, auch alkoholfrei) und Bruch & Co. – ein Biermischgetränk mit Cola im Angebot.
Seit 2008 braut Bruch das Bruch Weizen, ein Weißbier, das neben den bekannten 0,5-Liter-Flaschen auch in die markanten Drittelliter-Stubbi-Flaschen abgefüllt wird. Die Abfüllung von Weißbier in Stubbi-Flaschen stellt deutschlandweit eine absolute Seltenheit dar.
Im Jahr 2011 stellte die Brauerei erstmals wieder das Wadgasser Klosterbräu her, eine saisonale Biersorte als Fastenbier mit höherer Stammwürze.
Der Jahrgang 2012 wurde Mitte Dezember 2011 in einer Menge von 100 Hektolitern aufgelegt. Ein weiteres saisonales Bier ist das Festbock – ein kräftiges Starkbier in der Winterzeit.
Die Biere werden vor allem im Bereich Saarbrücken, aber auch saarlandweit vertrieben. Außerhalb des Saarlandes findet kein Vertrieb statt.